# Sessel Mountain
Der Sessel Mountain ist ein 2746 m hoher Berg mit einer Schartenhöhe von 736 m im Südwesten der kanadischen Provinz British Columbia, im Squamish-Lillooet Regional District.

## Geographie
Der Sessel Mountain liegt in der Thiassi Range der Coast Mountains; sein Gipfel ist der vierthöchste Punkt der Kette. Der Berg liegt 46 km nordwestlich von Pemberton und 4,3 km nordwestlich des Mount Sampson (2811 m), des nächsthöheren Berges. Ein namenloses Eisfeld liegt an der Nordseite des Gipfels. Außerdem gibt es den Boomerang Glacier an seinem Südhang. Die Abflüsse der Niederschläge vom Berg fließen in Zuflüsse von Lillooet River und Hurley River.

## Geschichte
Der Name des Berges wurde vom Bergsteiger Karl Ricker vom Alpine Club of Canada vorgeschlagen, der aufgrund der ähnlichen Form das deutsche Wort „Sessel“ wählte. Das Toponym wurde am 23. Januar 1979 vom Geographical Names Board of Canada offiziell anerkannt. Die Erstbesteigung fand 1974 durch John Clarke (1945–2003), einen kanadischen Bergsteiger, Entdecker, Naturschützer und Naturschutzpädagogen, statt.

## Klima
In Bezug auf die Klimaklassifikation nach Köppen und Geiger herrscht am Gipfel des Sessel Mountain ein subarktisches Klima. Die meisten Wetterfronten stammen vom Pazifik und bewegen sich ostwärts auf die Coast Mountains zu, wo sie durch die Berge zum  Aufsteigen (Windstau) gezwungen werden, was wiederum dazu führt, dass die enthaltene Feuchtigkeit in Form von Regen oder Schnee abgegeben wird. Im Ergebnis führt das zu hohen Niederschlägen in den Coast Mountains, insbesondere zu starken Schneefällen im Winter. Die Temperaturen können unter −20 °C fallen, unter Berücksichtigung von Windchill-Einfluss unter −30 °C. Dieses Klima nährt die Gletscher an den Hängen des Berges. Die Monate Juli bis September bieten die besten Wetterbedingungen für einen Aufstieg.